# Aarau (stad)
Aarau is de hoofdstad van het Zwitsers kanton Aargau.
De stad ligt aan de rivier de Aare aan de zuidrand van de Jura. De westelijke stadgrens grenst aan het kanton Solothurn.
De stad telt 20.130 inwoners, ligt op 385 meter hoogte en beslaat 894 hectare (8.94 km²). De aan elkaar gegroeide agglomeratie rondom Aarau bevat 60.000 tot 70.000 inwoners.
Van maart tot september 1798 was Aarau de eerste hoofdstad van Zwitserland tijdens de Helvetische Republiek.
Albert Einstein heeft aan de kantonschool (het gymnasium) in Aarau zijn middelbareschooldiploma behaald, voordat hij werd toegelaten tot het Eidgenössisches Polytechnikum in Zürich.

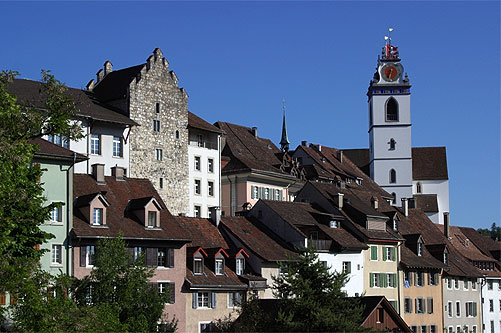
Oude stad van Aarau

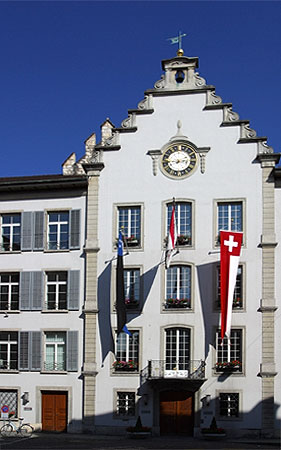
Stadhuis

## Geschiedenis
Op het eind van de 13de eeuw werd Aarau eigendom van de graven van Habsburg en van de hertogen van Oostenrijk, wier familieslot in de nabijheid was gevestigd. In 1415 werd Aarau bezet door de Berner militie. Na de slag van Kappel am Albis, waarin Zwingli sneuvelde, werd er de vrede gesloten tussen de katholieken en protestanten. Op 11 augustus 1712, na de Toggenburgeroorlog, werd tussen de katholieke en protestantse kantons een nieuw vredesverdrag ondertekend dat het overwicht van Zürich en Bern bekrachtigde.

## Cultuur
- Het Aargauer Kunsthaus werd in 1959 geopend. Dit museum heeft een der grootste en belangrijkste collecties van Zwitserse schilderkunst, met werk van onder anderen Caspar Wolf, Johann Heinrich Füssli, Ferdinand Hodler, Cuno Amiet en Giovanni Giacometti. In 2001-2003 werd een moderne aanbouw gerealiseerd door het architectenbureau Herzog & de Meuron, in samenwerking met Rémy Zaugg.
- Ook het in 1922 geopende natuurmuseum Naturama is van nationale betekenis. Het houdt zich bezig met de flora en fauna van de Aargau, met fossielen en mineralen en met ecologische vraagstukken. De basis wordt gevormd door de collecties die aan het kanton werden nagelaten door bekende persoonlijkheden als de schrijver Heinrich Zschokke, de politicus en ornitholoog Friedrich Frey-Herosé en de politicus en orchideeënspecialist Gottfried Keller.
- In de 13e-eeuwse burcht Schlössli Aarau, het oudste nog bestaande gebouw in de stad, is het Stadtmuseum Aarau gevestigd, dat gewijd is aan de geschiedenis van Aarau en daarnaast aan landmeetkunde en fotografie. Het museum werd in 2007–2015 uitgebreid met een paviljoen ontworpen door Diener & Diener.

## Sport
- De stad is de thuishaven van de voetbalclub FC Aarau, die zijn thuiswedstrijden speelt in het in 1924 geopende Stadion Brügglifeld.
- Aarau was op 25 juni 2003 de finishplaats van de Ronde van Zwitserland. De eindzege ging naar Alexandre Vinokourov uit Kazachstan.

## Geboren
- Jan de Beijer (1703-1780), Nederlands tekenaar
- Hans Herzog (1819-1894), generaal en opperbevelhebber
- Pauline Zimmerli-Bäurlin (1829-1914), onderneemster en uitvindster[1]
- Karl Sauerländer (1848-1919), ondernemer en politicus
- Robert Käslin (1871-1934), jurist en politicus
- Max Grässli (1902-1985), Zwitsers diplomaat
- Robert Hegnauer (1919-2007), botanicus
- Markus Eichenberger (1957), saxofonist en componist in de geïmproviseerde muziek
- Jörg Müller (1961), wielrenner
- David Zumbach (1984), atleet
- Renato Steffen (1991), voetballer
- Loris Benito (1992), voetballer
- Silvan Widmer (1993), voetballer
- Ramona Härdi (1997), schaatsster

## Overleden
- Heinrich Zschokke (1771-1848), Duits-Zwitsers schrijver, historicus en politicus
- Heinrich Kurz (1805-1873), Duits-Zwitsers literatuurhistoricus, sinoloog, vertaler en bibliothecaris
- Karl Sauerländer (1848-1919), ondernemer en politicus
- Elisabeth Flühmann (1851-1929), onderwijzeres en feministe
- Gottfried Keller (1873-1945), politicus en orchideeënverzamelaar

## Partnersteden
- Delft (Nederland)
- Reutlingen (Duitsland)
- Neuchâtel (Zwitserland)